# Gephyrota viridipallida
Gephyrota viridipallida là một loài nhện trong họ Philodromidae.
Loài này thuộc chi Gephyrota. Gephyrota viridipallida được Joachim Schmidt miêu tả năm 1956.